# Forskningsnämnden för svenska språket
Forskningsnämnden för svenska språket, en nordisk sammanslutning av språkveterare, vars huvudsakliga syfte är att arrangera konferensserien Svenskans beskrivning, som anordnats i Sverige och Finland sedan 1963.
Nämnden bildades troligen cirka 1966, då med namnet Forskningsnämnden för modern svenska. Till en början var nämnden inte arrangör av konferenserna om svenskans beskrivning, men den blev det mot slutet av 1960-talet. Nämnden bytte till sitt nuvarande namn 2008.